# 아나 브룬
아나 브룬(Ana Brun)은 파라과이의 배우이다. 제68회 베를린 영화제(2018)에서 영화 《상속녀》를 통해 은곰상 여우주연상을 수상했다.

## 출연 작품
- 상속녀 (2018)